# Orthoruza
Orthoruza là một chi bướm đêm thuộc họ Noctuidae.